# Баланитес египетский

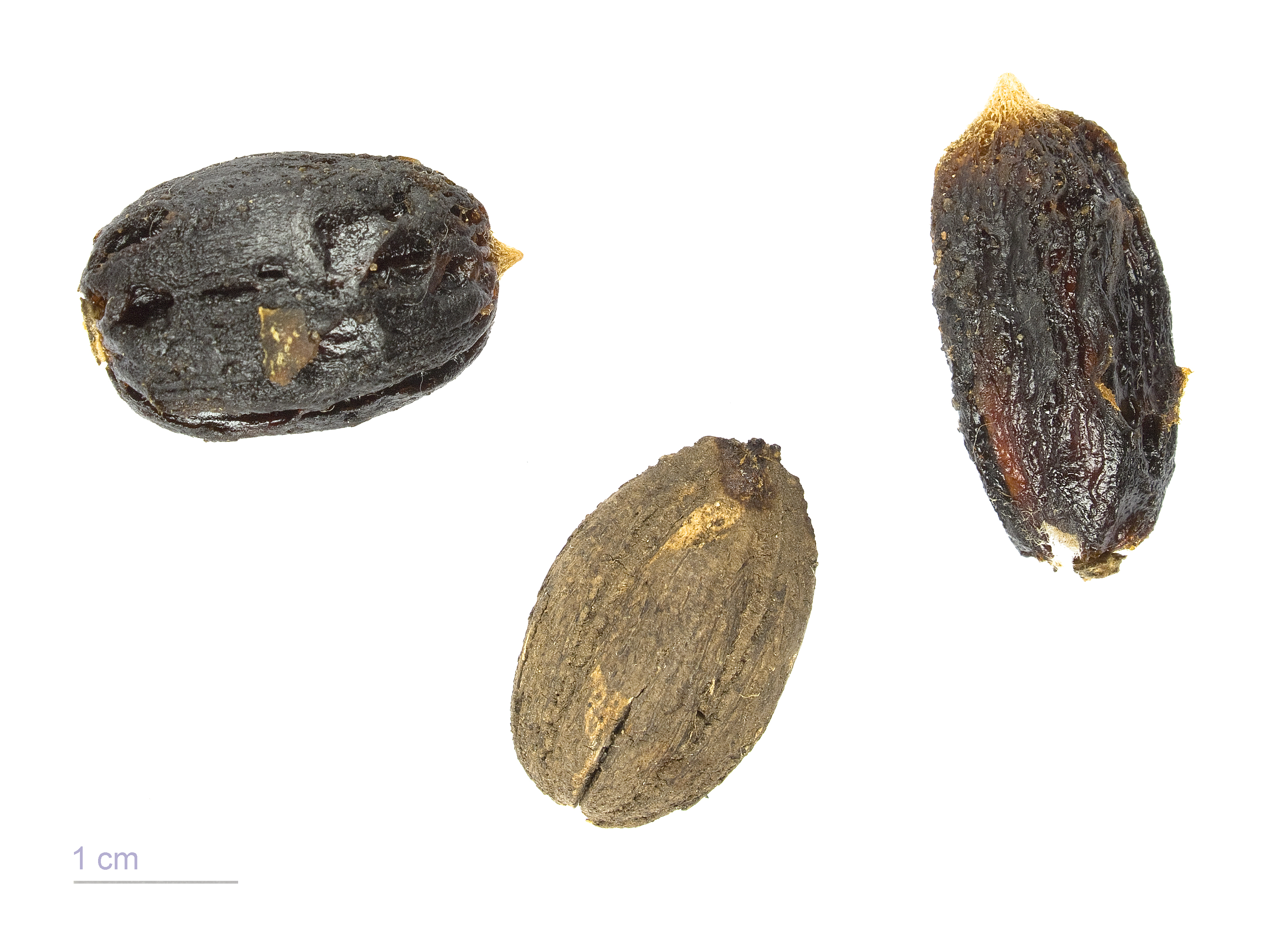
Balanites aegyptiaca - Тулузский музеум

Баланитес египетский (лат. Balanites aegyptiaca) — растение семейства Парнолистниковые, вид рода Баланитес.

## Распространение и экология
Дерево произрастает в странах тропической Африки, Египте, Аравии и Палестине. Оно нетребовательно к условиям обитания, встречается обычно в аридных районах. Баланитес египетский имеет хорошо развитую корневую систему, которая позволяет добывать необходимое количество воды и противостоять засухе. В пустынных районах у него нередко развивается мощный стержневой корень, который достигает влажных слоёв почвы. В африканской саванне корневая система баланитеса египетского охватывает обширную площадь за счёт образования длинных поверхностных корней, в результате чего отдельные экземпляры этого вида произрастают обычно на довольно значительных и порой приблизительно одинаковых расстояниях друг от друга. Баланитес египетский также встречается на островах среди больших болот, в верховьях Нила.

## Ботаническое описание

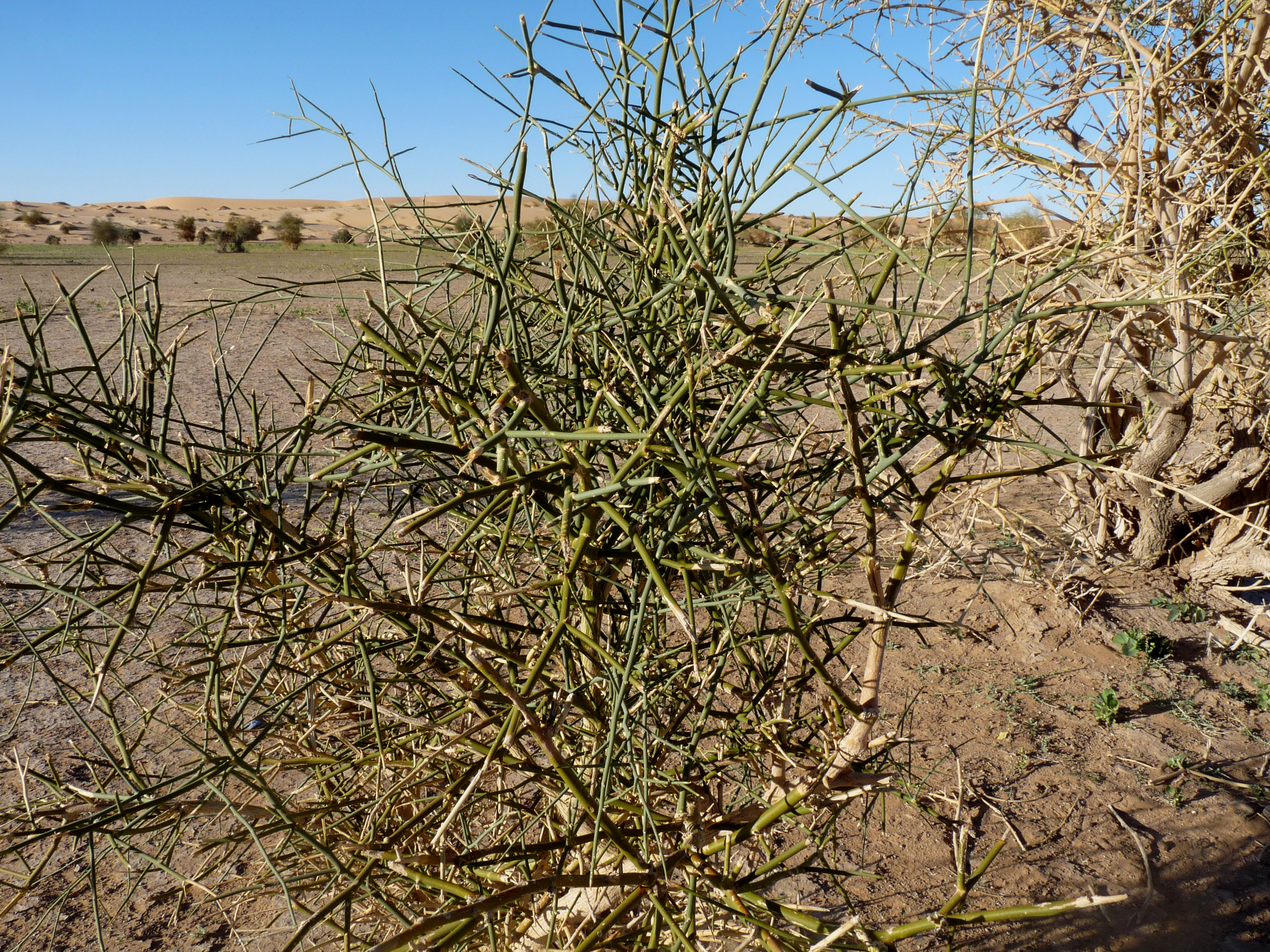
Куст баланитеса египетского в горах Зарга. Адрар, Мавритания

Небольшое колючее дерево высотой около 6 м, с довольно густой кроной. Листья без прилистников, очередные, сложные, с одной парой супротивных эллиптических листочков. Цветки двуполые, желтовато-зелёные, ароматные, собранные в пазушные соцветия. Плод — односемянная костянка с толстым, крепким внутренним слоем околоплодника, окружённого маслянистой мякотью. Семя содержит зелёный зародыш, без эндосперма. Опылителями растения являются некоторые виды мух, пчёл и муравьёв.

## Использование
Баланитес египетский культивируется в Египте уже 4000 лет. Из его семян извлекается приятно пахнущее масло, используемое в пищевых и лечебных целях. Его листья и сладко-горькую мякоть плодов употребляют в пищу. Мякоть плодов и корни растения содержат сапонины, благодаря чему их используют в качестве мылящих средств.